# Хечжоу
Хечжоу (спрощ.: 贺州; піньїнь: Hézhōu) — міський округ в Гуансі-Чжуанському автономному районі КНР.

## Клімат
Місто знаходиться у зоні, котра характеризується вологим субтропічним кліматом. Найтепліший місяць — липень із середньою температурою 28.8 °C (83.8 °F). Найхолодніший місяць — січень, із середньою температурою 10.1 °С (50.2 °F).
| Клімат Хечжоу (район Бабу) | Клімат Хечжоу (район Бабу) | Клімат Хечжоу (район Бабу) | Клімат Хечжоу (район Бабу) | Клімат Хечжоу (район Бабу) | Клімат Хечжоу (район Бабу) | Клімат Хечжоу (район Бабу) | Клімат Хечжоу (район Бабу) | Клімат Хечжоу (район Бабу) | Клімат Хечжоу (район Бабу) | Клімат Хечжоу (район Бабу) | Клімат Хечжоу (район Бабу) | Клімат Хечжоу (район Бабу) | Клімат Хечжоу (район Бабу) |
| Показник                   | Січ.                       | Лют.                       | Бер.                       | Квіт.                      | Трав.                      | Черв.                      | Лип.                       | Серп.                      | Вер.                       | Жовт.                      | Лист.                      | Груд.                      | Рік                        |
| Середня температура, °C    | 10,1                       | 11,2                       | 15,2                       | 20,1                       | 24,6                       | 27                         | 28,8                       | 28,5                       | 26,4                       | 22,2                       | 16,9                       | 12,1                       | 20,3                       |
| Норма опадів, мм           | 55                         | 83.2                       | 116.9                      | 226                        | 294.1                      | 251.3                      | 160.4                      | 180                        | 90.9                       | 74.5                       | 55.2                       | 42.1                       | 1629.6                     |
| Днів з опадами             | 12,3                       | 13,7                       | 16,8                       | 19,6                       | 19,2                       | 17,8                       | 15                         | 15,9                       | 11,2                       | 9,8                        | 9,5                        | 10,1                       | 170,9                      |
| Вологість повітря, %       | 73.2                       | 79.2                       | 81.1                       | 82.7                       | 82                         | 82                         | 78.1                       | 79.6                       | 75.9                       | 73.2                       | 72.4                       | 71.2                       | 77.6                       |
| -------------------------- | -------------------------- | -------------------------- | -------------------------- | -------------------------- | -------------------------- | -------------------------- | -------------------------- | -------------------------- | -------------------------- | -------------------------- | -------------------------- | -------------------------- | -------------------------- |
| Джерело: Weatherbase       |                            |                            |                            |                            |                            |                            |                            |                            |                            |                            |                            |                            |                            |

## Адміністративний поділ
Міський округ поділяється на 2 райони, 2 повіти й 1 автономний повіт:
| Карта                                   | Карта      | Карта          | Карта            |
| --------------------------------------- | ---------- | -------------- | ---------------- |
| Бабу Пінгуй Чжаопін Чжуншань Фучуань-Яо |            |                |                  |
| Статус                                  | Назва      | Оригінал       | Населення (2020) |
| Район                                   | Бабу       | 八步区         | 655 994          |
| Район                                   | Пінгуй     | 平桂区         | 404 161          |
| Повіт                                   | Чжаопін    | 昭平县         | 330 116          |
| Повіт                                   | Чжуншань   | 钟山县         | 351 057          |
| Автономний повіт                        | Фучуань-Яо | 富川瑶族自治县 | 266 530          |